# Newtown, Whitton and Tosson
Newntown är en ort i civil parish Whitton and Tosson, i grevskapet Northumberland i England. Orten är belägen 3 km från Rothbury. Newtown var en civil parish 1866–1955 när det uppgick i Tosson. Civil parish hade 35 invånare år 1951.